# 2016년 삼성 라이온즈 시즌
2016년 삼성 라이온즈 시즌은 삼성 라이온즈가 KBO 리그에 참가한 35번째 시즌이다.
류중일 감독이 팀을 이끈 마지막 시즌으로, 박한이가 주장을 맡았다.
팀은 도박 파문에 휩싸인 마무리 임창용을 방출하면서 마운드의 무게가 낮아지고  공수에서 힘을 싣던 주전 3루수 박석민이 NC로 옮긴 데다 2014년 mvp를 수상한 나바로가 일본 지바 롯데로 떠나 쓸만한 외국인 선수 부재에 시달려  10팀 중 정규시즌 9위에 그쳐 팀 역사상 최저 순위에 머물렀으며 7년 만에 포스트시즌 진출에 실패했다.(강봉규가 이번 시즌까지 뛴 이후 은퇴를 했다.)

## 타이틀
- U-23 야구 월드컵 동메달: 이성규
- 성구회 헌액: 박한이
- 일구대상: 이승엽
- 조아제약 프로야구대상 공로상: 이승엽
- 한은회 최고의 선수상: 최형우
- ADT캡스 수비상: 윤성환 (투수)
- 동아스포츠대상 프로야구 올해의 선수: 최형우
- 카스포인트 어워즈 올해의 카스모멘트: 이승엽
- 카스포인트 어워즈 카스모멘트 베스트 1: 이승엽
- 한국갤럽 선정 한국인이 가장 좋아하는 국내 프로야구팀: 삼성 라이온즈
- 한국갤럽 선정 좋아하는 국내 프로야구 선수: 이승엽 (1위), 구자욱 (10위)
- 황금사자기 전국고교야구대회 70주년 기념 OB 올스타: 김성래 (2루수), 류중일 (유격수), 장효조 (외야수)
- KBO 마케터 선정 전반기 깜짝스타: 김기태
- 올스타 선발: 구자욱 (1루수), 최형우 (외야수 2위), 이승엽 (지명타자)
- 올스타전 추천선수: 심창민
- 올스타전 퍼펙트피처 우승: 드림 올스타
- 올스타전 번트왕 우승: 드림 올스타
- 컴투스프로야구 KBO 베스트 라인업: 최형우 (좌익수)
- 컴투스프로야구매니저 에이스 카드: 차우찬 (좌완 선발투수)
- 포지션 별 연봉 1위: 최형우 (외야수 3위), 이승엽 (지명타자)
- WAR: 최형우 (7.25)
- 공격 WAR: 최형우 (7.48)
- 안타: 최형우 (195)
- 2루타: 최형우 (46)
- 3루타: 구자욱 (13)
- 루타: 최형우 (338)
- 타점: 최형우 (144)
- 도루: 박해민 (52)
- 희생타: 박해민 (22)
- 타율: 최형우 (0.376)
- OPS: 최형우 (1.115)
- 장타: 최형우 (79)
- 추정 득점: 최형우 (136.4)
- GPA: 최형우 (0.372)
- 경기 당 투구 수: 차우찬 (111.7)
- 견제 아웃: 차우찬 (6)

### 퓨처스리그
- 아시아 윈터 베이스볼 리그 국가대표: 이성규
- 플레이어스 초이스 어워드 퓨처스리그 우수선수상: 이성규
- 퓨처스 올스타전 우수타자상: 최선호
- 퓨처스 올스타: 권정웅, 이성규, 정두산, 최선호
- 남부리그 타수: 이성규 (304)
- 남부리그 안타: 이성규 (104)

## 선수단
- 선발투수: 윤성환, 차우찬, 웹스터, 김기태, 정인욱, 김건한, 레온, 장원삼, 최충연, 벨레스터, 플란데
- 구원투수: 장필준, 권오준, 백정현, 김대우, 박근홍, 임대한, 김현우, 김동호, 임현준, 신용운, 조현근, 안지만
- 마무리투수: 심창민, 박민규, 김승현
- 포수: 이지영, 이흥련, 이정식, 권정웅
- 1루수: 구자욱
- 2루수: 백상원, 최재원
- 유격수: 김상수, 김재현
- 3루수: 조동찬, 발디리스, 박계범, 이성규, 성의준, 김태완, 김정혁
- 좌익수: 최형우, 최선호
- 중견수: 박해민, 황선도
- 우익수: 배영섭, 박한이, 우동균, 이상훈, 이영욱
- 지명타자: 이승엽, 나성용

## 특이 사항
- 대구삼성라이온즈파크를 홈구장으로 쓴 첫 시즌이다.
- 박해민은 2015년 이후 처음으로 KBO 시범 경기에서 단일 시즌 20안타-10타점-10득점을 달성한 선수가 되었다.
- 임대한은 이 시즌 1군에 데뷔하여 KBO 리그 역대 1군 출전 선수 중 첫 송원대학교 출신 투수가 되었다.
- 이승엽은 올스타 지명타자 부문에 선정되어 2010년 양준혁에 이어 올스타전에 출전한 KBO 리그 역대 2번째 40대 야수가 되었다. 양준혁의 경우 2010년 당시 감독 추천선수로 뽑혀 출전한 것이기 때문에 투표로 올스타에 뽑힌 40대 야수는 이승엽이 처음이다.
- 임현준은 전반기 스트라이크 비율 0%로 KBO 리그 단일 시즌 전반기 최저 기록을 세웠다.
- 플란데는 4번의 보크를 범해 역대 단일 시즌 최다 보크 타이 기록을 세웠다.
- 차우찬은 게임 당 111.7구로 규정 이닝을 채운 투수 중 2013년 이후 KBO 리그 단일 시즌 최다 기록을 세웠다.
- 최형우는 순수 타점 113개로 KBO 리그 역대 단일 시즌 최다 기록을 세웠다.
- 박해민은 추가 진루 성공률 31.4%로 2013년 이후 규정 타석 충족 타자 중 최고 기록을 세웠다.
- 이승엽은 슬라이더 타율 0.451으로 2013년 이후 규정 타석 충족 타자 중 단일 시즌 최고 기록을 세웠다.
- 안지만은 이 시즌을 끝으로 은퇴하여 KBO 리그 통산 1000이닝 미만 투수 중 통산 최다 홀드(177) 기록을 세웠다.
- 조현근은 이 시즌을 끝으로 은퇴하여, KBO 리그 역대 주포지션이 투수였던 선수 중 통산 최다 3루타(1), 최고 순장타율(1.000), 최고 장타율/타율(3) 기록을 세웠다.
- 구자욱은 후반기 3루타 8개로 KBO 리그 역대 단일 시즌 후반기 최다 기록을 세웠다.
- 이승엽은 KBO 리그 최초로 단일 시즌 규정 타석을 채운 40대 지명타자가 되었다.

## 같이 보기
- 2017년 삼성 라이온즈 시즌